# Památník SNP v Banské Bystrici
Památník SNP v Banské Bystrici je jeden z nejvýznamnějších památníků nacházejících se na Slovensku. Jeho úlohou je připomínat období 2. světové války a Slovenské národní povstání, jehož centrem byla právě Banská Bystrica. Je to dílo architekta Dušana Kuzmy, které dodnes patří mezi nejpozoruhodnější moderní architektonická díla na Slovensku. Památník byl dokončen v roce 1969.

## Umístění a návrh
Samotná stavba se nachází východním směrem od centra Banské Bystrice. Je postavena na terénním zlomu v blízkosti městského opevnění. Jde o spojení staré a nové části města, historické části s částí novodobou.
Umístění bylo navrženo v roce 1957 vítězi urbanistické soutěže v Banské Bystrici, kterými tehdy byli Milan Kodoň a Emanuel Hruška. Návrh samotné budovy památníku se však rodil mnohem déle. Na jejím návrhu pracoval architekt Dušan Kuzma od roku 1959, kdy vyhrál architektonickou soutěž. Tento architekt byl zároveň i pedagogem na bratislavské VŠVU, kde se dostal k myšlence vytvořit dílo, které by se stalo spojením architektury a umění. Svého spojence našel v umělci Jozefu Jankovičovi.

## Hmota a dispozice

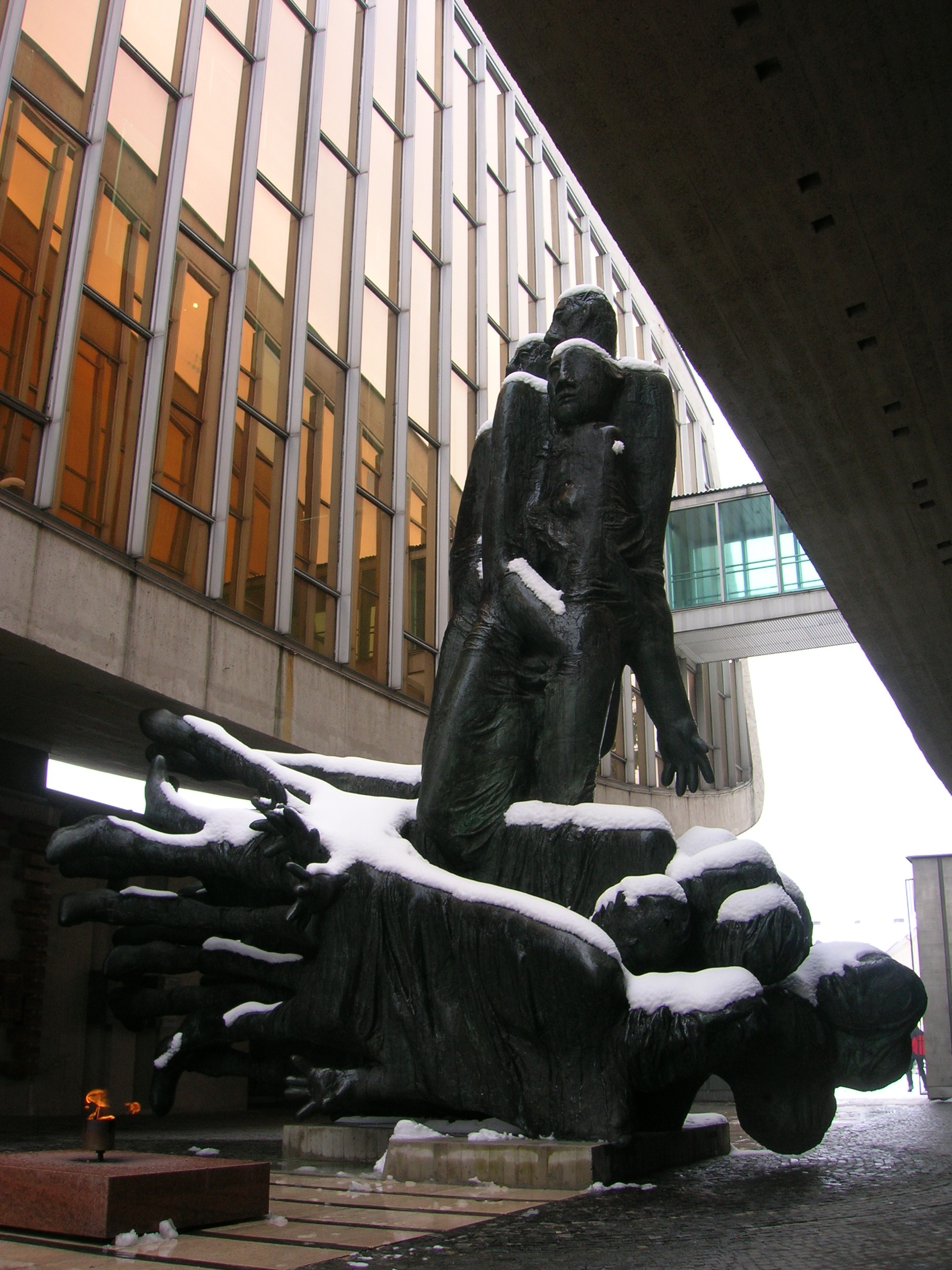
Sousoší Oběti varují v areálu památníku

Okolí budovy je volně upravená plocha zeleně v navrženém urbanistickém prostoru. Do objektu se vstupuje po schodišti, které je otevřené, široké a bez zábradlí. Památník SNP vyznívá jako solitér a jeho působení je velmi výrazné.
Stavba představuje spojení památníku a muzea v jedné monumentální podobě. Tvoří jí horizontální základna a organická hmota, zdvojená, se středovým předělem. Výrazové působení takovéto kombinace je velmi silné, je na ní jasně patrná úzká spolupráce autora architektonického návrhu se sochařem.
Účelně uspořádaná část je rozdělena ve střední části jako symbol, kterým chtěl Dušan Kuzma poukázat na zlom, tragický příběh a války viděné ze dvou stran. Vevnitř obou betonových skořepin se nachází muzejní expozice. Osvětlení objektu je zabezpečeno zasklenou plochou na obou částech budovy, v místech svislých stěn, z vnitřní strany. Spodní část má na střeše umístěny čtvercové světlíky. V této části budovy se nacházejí vědecká pracoviště, přednáškový sál, také se zde konají výstavy. Bylo sem umístěno i hygienické zařízení a ostatní místnosti s rozličným využitím. V suterénu budovy se nachází depozitář a skladové prostory.
Vstup do pietní síně vede vnějším schodištěm, které je odstupňováno a graduje tak působení celé stavby. Vstupní prostor byl také proveden i ze zadní strany. Zde se nachází muzeum bojové techniky. V pietní síni byla umístěna plastika akademického sochaře Jozefa Jankoviče s názvem Obete varujú (česky: Oběti varují) z roku 1969. Sochařské dílo vyjadřuje lidské utrpení a oběti války. Vzniklo tak velmi zajímavé skloubení umění a architektury, kde je vytvořen tzv. „srůst“ těchto dvou uměleckých oborů a celé dílo pak působí velmi expresivně. V období normalizace bylo však toto sochařské dílo odstraněno (1972) a na své původní místo se dostalo zpět až v roce 2004.

## Konstrukční řešení
Objekt památníku byl náročný i po statické stránce, neboť praktická realizace jeho nezvyklých tvarů byla poměrně složitá. Dílo vzniklo ve spolupráci se statikem Róbertem Lamprechtem. Při zhotovení byly použity přírodní materiály a jejich kombinace. Celý objekt byl rozdělen na dvě části, z nichž jedna je trojpodlažní a druhá dvojpodlažní. Ta byla zhotovena z ramenátů (z oblouků potřebných poloměrů). Ty dodaly budově žádaný tvar a byly obloženy dřevěnými fošnami do tvaru požadované křivky. Povrchová úprava betonu je pohledová, což stavbě dodalo patřičný výtvarný ráz.
Dřevo jako stavební materiál bylo použito i na schodišti, v hale muzea, v pietní síni jako dlažba z modřínu i jako dřevěný obklad stropu, což působí útulněji a měkčeji vzhledem k ostrosti a vertikalitě stavby.

## Muzeum

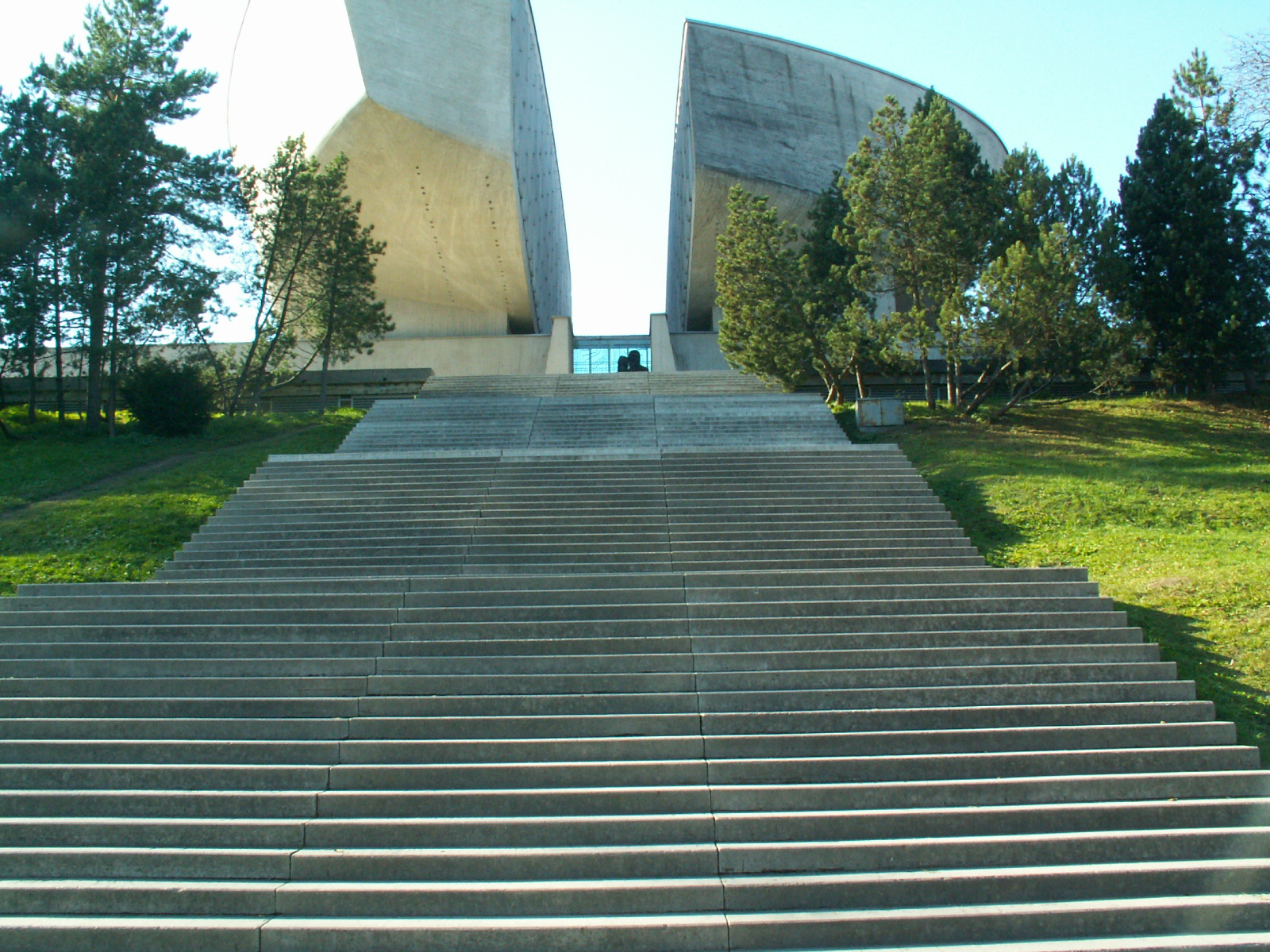
Pohled na budovu Muzea SNP zezadu

Muzeum SNP bylo založeno 8. května 1955. Muzeum se tak přidalo k působení
Ústavu Slovenského národního povstání, který zde vznikl již v prosinci roku 1947. V současnosti se v objektu nachází muzeum a archiv vývoje slovenské společnosti v období let 1918–1948 se zaměřením na protifašistický odboj a Slovenské národní povstání. Instituce má jak celoslovenskou (dříve československou) i mezinárodní působnost a vykonává odbornou, metodickou, poradenskou a koordinační činnost. Muzeum má k dispozici 66 956 kusů muzejních předmětů a 136 157 kusů archívních sbírek. Jeho součástí je archiv se zaměřením na muzejní činnost v období let 1938–1945.
Nachází se zde i knihovna s 20 000 knižními jednotkami.
V roce 2004 dne 27. srpna byla otevřena stálá expozice se zaměřením na prezentaci rozhodujících politických, vojenských i společenských událostí na Slovensku v letech 1918–1948. Tato sbírka představuje nejrozsáhlejší soubor tematikou, obsahem i materiálem ze všech nynějších slovenských expozic. Kromě toho se v muzeu konají i krátkodobé tematické výstavy různého charakteru a zaměření (výtvarné, dokumentární).